# Campionato europeo femminile di pallacanestro 1954
Il 4º Campionato Europeo Femminile di Pallacanestro FIBA si è svolto a Belgrado, in Jugoslavia dal 4 al 13 giugno 1954.

## Risultati

### Turno preliminare
Le squadre partecipanti vennero divise in 3 gironi, uno formato da quattro squadre, gli altri due da tre squadre. Le prime due di ogni girone passarono al gruppo per le medaglie, mentre le rimanenti squadre, accesero al girone di classificazione dal 7º al 10º posto.

#### Gruppo A
| Squadra     | V - P | Pts | PF - PS   | +/-  |
| ----------- | ----- | --- | --------- | ---- |
| 1. Ungheria | 2 - 1 | 5   | 153 - 113 | +40  |
| 2. Francia  | 2 - 1 | 5   | 170 - 96  | +74  |
| 2. Italia   | 2 - 1 | 5   | 131 - 121 | +10  |
| 4. Austria  | 0 - 3 | 3   | 75 - 199  | −124 |

| Belgrado | Francia | 92 – 21 (41-14) | Austria |  |

| Belgrado | Italia | 52 – 50 (27-31) | Ungheria |  |

| Belgrado | Ungheria | 69 – 34 (38-18) | Austria |  |

| Belgrado | Francia | 51 – 41 (17-19) | Italia |  |

| Belgrado | Italia | 38 – 20 (21-11) | Austria |  |

| Belgrado | Ungheria | 34 – 27 (16-15) | Francia |  |

#### Gruppo B
| Team                | V - P | Pts | PF - PS  | +/-  |
| ------------------- | ----- | --- | -------- | ---- |
| 1. Unione Sovietica | 2 - 0 | 4   | 154 - 54 | +100 |
| 2. Jugoslavia       | 1 - 1 | 3   | 112 - 62 | +50  |
| 3. Germania Ovest   | 0 - 2 | 2   | 25 - 175 | −150 |

| Belgrado | Jugoslavia | 69 – 14 (32-8) | Germania Ovest |  |

| Belgrado | Unione Sovietica | 48 – 43 (20-21) | Jugoslavia |  |

| Belgrado | Unione Sovietica | 106 – 11 (57-0) | Germania Ovest |  |

#### Gruppo C
| Team              | V - P | Pts | PF - PS  | +/-  |
| ----------------- | ----- | --- | -------- | ---- |
| 1. Bulgaria       | 2 - 0 | 4   | 146 - 80 | +66  |
| 2. Cecoslovacchia | 1 - 1 | 3   | 136 - 97 | +39  |
| 3. Danimarca      | 0 - 2 | 2   | 39 - 144 | −105 |

| Belgrado | Cecoslovacchia | 76 – 19 (36-7) | Danimarca |  |

| Belgrado | Bulgaria | 68 – 20 (35-14) | Danimarca |  |

| Belgrado | Bulgaria | 78 – 60 (41-33) | Cecoslovacchia |  |

### Fase finale

#### Classificazione 1º-6º posto
| !Team               | V - P | Pts | PF - PS   | +/-  |
| ------------------- | ----- | --- | --------- | ---- |
| 1. Unione Sovietica | 5 - 0 | 10  | 351 - 245 | +106 |
| 2. Cecoslovacchia   | 4 - 1 | 9   | 306 - 267 | +39  |
| 3. Bulgaria         | 3 - 2 | 8   | 266 - 232 | +34  |
| 4. Ungheria         | 2 - 3 | 7   | 248 - 276 | -28  |
| 5. Jugoslavia       | 1 - 4 | 6   | 220 - 316 | −96  |
| 6. Francia          | 0 - 5 | 5   | 237 - 292 | −55  |

| Belgrado | Unione Sovietica | 60 – 48 (36-18) | Francia |  |

| Belgrado | Ungheria | 38 – 48 (12-29) | Cecoslovacchia |  |

| Belgrado | Bulgaria | 55 – 30 (27-10) | Jugoslavia |  |

| Belgrado | Bulgaria | 49 – 37 (26-22) | Francia |  |

| Belgrado | Ungheria | 62 – 50 (30-21) | Jugoslavia |  |

| Belgrado | Unione Sovietica | 69 – 62 (41-35) | Cecoslovacchia |  |

| Belgrado | Cecoslovacchia | 71 – 56 (33-33) | Francia |  |

| Belgrado | Unione Sovietica | 81 – 32 (47-18) | Jugoslavia |  |

| Belgrado | Ungheria | 62 – 50 (30-21) | Jugoslavia |  |

| Belgrado | Unione Sovietica | 69 – 62 (41-35) | Cecoslovacchia |  |

| Belgrado | Ungheria | 43 – 56 (19-25) | Bulgaria |  |

| Belgrado | Jugoslavia | 54 – 68 (18-33) | Cecoslovacchia |  |

| Belgrado | Unione Sovietica | 65 – 56 (31-27) | Bulgaria |  |

| Belgrado | Ungheria | 58 – 46 (27-22) | Francia |  |

| Belgrado | Jugoslavia | 54 – 50 (18-24) | Francia |  |

| Belgrado | Unione Sovietica | 76 – 47 (43-24) | Ungheria |  |

| Belgrado | Cecoslovacchia | 57 – 50 (27-22) | Bulgaria |  |

#### Classificazione 7º-10º posto
| Team              | V - P | Pts | PF - PS  | +/- |
| ----------------- | ----- | --- | -------- | --- |
| 1. Italia         | 3 - 0 | 6   | 190 - 97 | +93 |
| 2. Austria        | 2 - 1 | 5   | 90 - 126 | −36 |
| 3. Germania Ovest | 1 - 2 | 4   | 93 - 114 | −21 |
| 4. Danimarca      | 0 - 3 | 3   | 83 - 123 | −40 |

| Belgrado | Austria | 33 – 25 (15-8) | Germania Ovest |  |

| Belgrado | Italia | 57 – 34 (32-8) | Danimarca |  |

| Belgrado | Germania Ovest | 33 – 21 (15-10) | Danimarca |  |

| Belgrado | Italia | 60 – 35 (25-16) | Germania Ovest |  |

| Belgrado | Italia | 73 – 24 (31-11) | Austria |  |

| Belgrado | Austria | 33 – 28 (14-13) | Danimarca |  |

## Classifica finale
| Campione d'Europa | Campione d'Europa | Campione d'Europa |
| --- | ----------------- | --- |
| Unione Sovietica3 Maksimel'janova, 4 Maksimova, 5 Mament'eva, 6 Kopylova, 7 Alekseeva, 8 Rjabuškina, 9 Moiseeva, 10 Uztupe, 11 Nazarenko, 12 Arciševskaja, 13 Stepina, 14 Zaznobina, 15 Asit'ashvili, 16 Otsa, All. Vladimir Gorochov |                   | |
| Argento | Cecoslovacchia    | Cecoslovacchia3 Blahoutová, 4 Dobiášová, 5 Mázlová, 6 Havlíková, 7 Bártová, 8 Koukalová, 9 D. Hubálková, 10 Grubrová, 11 Štěpánová, 12 Čechová, 13 Kopáčková, 14 S. Hubálková, 15 Moutelíková, 16 Fikotová, All. Svatopluk Mrázek |
| Bronzo | Bulgaria          | Bulgaria3 Čengelieva, 4 Čalăškanova, 6 Vasileva, 7 Gospodinova, 8 Rangelova, 9 Savova, 10 Džambazova, 11 Vojnova, 12 Gyoševa, 13 Smedovska, 14 Jolova, 17 Georgieva, All. Ljudmil Katerinski                                      |
| 4. | Ungheria          | Ungheria3 M. Fekete, 4 Bárány, 5 Szabó, 6 Kovács, 7 I. Fekete, 8 Bogár, 9 Pirik, 10 Vékony, 11 Dobai, 12 Sipőcz, 13 Bagi, 14 Mogyorósi, 15 Szőke, 16 Bárány, All. János Szabó                                                     |
| 5. | Jugoslavia        | Jugoslavia3 Radenković, 4 Kalušević, 5 Baraga, 6 Nešić, 7 Radulović, 8 Zoković, 9 Gec, 10 Prelević, 11 Cipruš, 12 Otašević, 13 Krstić, 14 Horvat, 16 Gostović, 17 Marković, All. Strahinja Alagić                                 |
| 6. | Francia           | Francia3 Supt, 4 Marfaing, 5 Veleno, 6 Biny, 7 Colchen, 8 Savelli, 9 Tavert, 10 Mazel, 11 Huard, 12 Llobregat, 14 Haessig, 15 Béjaud, 16 Nebot, All. Robert Busnel                                                                |
| 7. | Italia            | Italia3 Donda, 4 Ortobelli, 5 Ronchetti, 6 Baitz, 7 Rossi, 8 Buttini, 9 Santoro, 10 Tommasini, 11 Formaggio, 12 Vendrame, 13 Franchini, 14 Bradamante, 15 Linari, All. Francesco Ferrero                                          |
| 8. | Austria           | Austria3 Hantschel, 4 Sundermaann, 5 Pass, 6 Riehs, 7 Prunkl, 8 Buzik, 9 Krappel, 10 Prokupek, 11 Vahra, 12 Kuhas, 13 Cech, 14 Mandelburger, 15 Knesz, 16 Pfeffeer, All. -                                                        |
| 9. | Germania Ovest    | Germania Ovest3 Schenk, 4 Walter, 5 Spahl, 6 Fiedler, 7 Fleischer, 8 Kreische, 9 Egner, 10 Margref, 11 von Allwörden, 12 Krüger, 13 Pfeiffer, 14 Fatschel, 15 Siebenhaar, 17 Kaehler, All. Wolfgang Lange                         |
| 10. | Danimarca         | Danimarca3 P. Rode, 4 Lemberg, 5 Birkmose, 6 Ganneskov, 7 Hjortdal, 8 Harms, 9 Christensen, 10 L. Rode, 11 Petersen, 12 Aackersberg, 13 Karaas, 14 Højberg, All. -                                                                |